# Amélie Humbert-Droz
Amélie Humbert-Droz née le 22 mai 1851 à Neuchâtel et morte le 13 octobre 1936 dans la même ville, est une féministe suisse appartenant au mouvement pour le relèvement moral. Elle est secrétaire de Josephine Butler de 1876 à 1885.

## Biographie
Amélie Humbert-Droz est la fille de la gouvernante et rédactrice féministe Marie Humbert-Droz et de l'homme politique Aimé Humbert-Droz. Elle est élevée à Neuchâtel et est active dans l'Armée du Salut durant sa jeunesse. Elle devient la secrétaire privée de Josephine Butler puis s'engage dans la lutte contre la réglementation officielle de la prostitution. Elle rejoint le mouvement pour le relèvement moral, dont sa mère Marie-Humbert Droz a cofondé la branche suisse. 
Amélie Humbert-Droz est secrétaire de l'Union internationale des Amies de la jeune fille de 1888 à 1915, puis vice-présidente de 1915 à 1925. Elle est aussi la rédactrice de sa revue, Le journal du bien public. Elle milite pour le suffrage féminin et est membre de l'Union féministe de Neuchâtel. Comme Josephine Butler, Amélie Humbert-Droz considère que le droit de vote des femmes est nécessaire pour réformer la moralité publique. 
Elle est aussi l'autrice de cantiques. 